# Tímea Babos
Tímea Babos (phát âm tiếng Hungary: [ˈtiːmɛɒ ˈbɒboʃ]; sinh ngày 10 tháng 5 năm 1993) là một vận động viên quần vợt chuyên nghiệp người Hungary.
Babos, sinh ra ở Sopron, đã giành được 3 danh hiệu đơn và 21 danh hiệu đôi tại WTA Tour, một danh hiệu đơn và một danh hiệu đôi WTA 125K series, cũng như 12 danh hiệu đơn và 9 danh hiệu đôi tại ITF Women's Circuit. Vào tháng 9 năm 2016, cô có thứ hạng đánh đơn cao nhất là vị trí số 25 trên thế giới, và vào tháng 7 năm 2018, cô lên vị trí số 1 ở bảng xếp hạng đôi, trở thành tay vợt người Hungary đầu tiên đứng đầu bảng xếp hạng WTA ở nội dung đơn hoặc đôi.
Là một tay vợt trẻ thành đạt, thành công lớn nhất của Babos đến ở đôi, vô địch Giải quần vợt Úc Mở rộng 2018 và Giải quần vợt Pháp Mở rộng 2019 và vào chung kết nội dung đôi nữ Giải quần vợt Wimbledon 2014 và Giải quần vợt Mỹ Mở rộng 2018 với tay vợt người Pháp Kristina Mladenovic và Giải quần vợt Wimbledon 2016 với tay vợt người Kazakhstan Yaroslava Shvedova, và chung kết đôi nam nữ Giải quần vợt Wimbledon 2015 với tay vợt người Áo Alexander Peya và Giải quần vợt Úc Mở rộng 2018 với tay vợt người Ấn Độ Rohan Bopanna. Biệt danh của cô là 'Babosdook', được đặt bởi đồng đội đánh đôi với cô là Kristina Mladenovic vì cô là một fan hâm mộ lớn của phim kinh dị. Biệt danh được cho là liên quan đến phim The Babadook.